# Басин, Юрий Григорьевич
Ю́рий Григо́рьевич Ба́син (28 марта 1923 — 5 ноября 2004) — советский и казахстанский юрист, цивилист, один из основных создателей современной школы цивилистики в Казахстане, организатор высшего юридического образования в Казахстане, доктор юридических наук (1965).

## Рождение, ранние годы
Родился 28 марта 1923 в г. Бахмут Донецкой области УССР. Отец — бухгалтер, мать — медработник.

## Участие в Великой Отечественной войне
В 1941—1945 гг. служил в Советской Армии, воевал на фронте. С августа 1941 по март 1942 года — курсант Рубцовского пехотного училища (г. Рубцовск Алтайского края), с марта 1942 по октябрь 1943 года — командир взвода, затем роты курсантов Барнаульского пехотного училища (г. Барнаул Алтайского края). С октября 1943 г. — в действующей армии, командир стрелковой роты на Первом Прибалтийском фронте, командир роты противотанковых ружей и пулеметной роты на Ленинградском фронте. На фронте три раза ранен. Закончил войну заместителем командира батальона на Ленинградском фронте. Демобилизовался в 1946 году в звании капитана.

## Образование
В 1949 году с отличием экстерном окончил Алма-Атинский государственный юридический институт (г. Алма-Ата) и получил квалификацию «юрист».
В 1954 году в Институте государства и права АН СССР (г. Москва) защитил кандидатскую диссертацию на тему «Договор подряда на капитальное строительство».
В 1965 году защитил докторскую диссертацию в Ленинградском государственном университете на тему «Проблемы советского жилищного права».
В 1966 году присвоено учёное звание профессора.

## Трудовая деятельность
После окончания вуза на научно-педагогической работе: и. о. завуча Алма-Атинского филиала Всесоюзного юридического заочного института (1949—1950); преподаватель АЮШ Министерства юстиции КазССР (1950—1952); преподаватель, ассистент АГЮИ (1952—1954); затем в КазГУ (1955—1995) проходит путь от ассистента до профессора, заведующего кафедрой гражданского права юрфака (заведовал кафедрой более тридцати лет — с 1969 по 1990); десять лет работал деканом юридического факультета (1975—1985). В 1990—1995 — профессор кафедры гражданского права юридического факультета КазГУ (КазГНУ). В 1994—1997 гг. — профессор кафедры гражданского права нового государственного юридического вуза Казахстана — Казахского государственного юридического института (затем — университета).

## Участие в законотворческой деятельности
Ю. Г. Басин участвовал в разработке проектов Гражданского кодекса Казахской ССР (1963), Кодекса о браке и семье Казахской ССР (1969), Жилищного кодекса Казахской ССР (1983), а также проектов общесоюзных законов о собственности (1990) и Основ гражданского законодательства Союза ССР и республик (1991).
В первое десятилетие формирования независимого государства Республики Казахстан был заместителем председателя рабочей группы по разработке более 40 проектов законов (1992—1998), 38 из которых были приняты в качестве законов или указов Президента РК, имеющих силу закона. Участвовал в разработке около 60 законопроектов, кодексов, Конституции Республики Казахстан. Важнейшие: Гражданский кодекс РК (Общая и Особенная части), о защите и поддержке частного предпринимательства, об иностранных инвестициях, о земле, о нефти, о недрах и недропользовании, о приватизации, о банкротстве, об ипотеке, о регистрации недвижимости, о жилищных отношениях, о товариществах с ограниченной и дополнительной ответственностью, об индивидуальном предпринимательстве и т. д.
В 1995 году в период разработки действующей Конституции Казахстана был членом Экспертно-консультативного совета при Президенте РК по проекту новой Конституции РК. Этот орган рассматривал и обобщал замечания и предложения, высказанные в ходе всенародного обсуждения проекта новой Конституции.

## Научно-педагогическая деятельность
Подготовил целую плеяду талантливых учеников. Под его научным руководством защищено 3 докторских и 12 кандидатских диссертаций. Среди его учеников можно отметить профессора, д.ю.н. А. Г. Диденко, одного из основателей Академии юриспруденции — Высшей школы права «Адилет», автора научных работ по новейшему гражданскому законодательству Республики Казахстан, к.ю.н. Убайдуллу Стамкулова, члена Конституционного Совета Республики Казахстан, к.ю.н. Райхан Досанову, адвоката, члена Экспертно-консультативного совета Комиссии по правам человека при Президенте Республики Казахстан, профессора, д.ю.н. Касыма Мауленова, лауреата премии имени Ч. Валиханова в области науки, члена Научно-консультативного Совета Мажилиса Парламента Республики Казахстан.
Ю. Г. Басин многие годы был постоянным членом учёных (специализированных, диссертационных) советов по защите кандидатских и докторских диссертаций по гражданскому праву в ряде вузов; был членом диссертационного совета при Томском государственном университете (1970—1992). В последние годы работал членом объединённого диссертационного совета по защите докторских диссертаций, созданного Казахским гуманитарно-юридическим университетом (КазГЮУ), АЮ-ВШП «Адилет», Казахским академическим университетом на базе КазГЮУ, а затем — объединённого совета КазГЮУ и АЮ-ВШП «Адилет» по тем же специальностям, был членом одного из диссертационных советов в Бишкеке.
Работал научным консультантом Парламента РК и Правительства РК, был членом многих научно-консультационных советов: Конституционного суда РК, верховных судов КазССР и РК, высших арбитражных судов КазССР и РК и других государственных органов.
Как весьма авторитетный казахстанский юрист, неоднократно выступал экспертом по казахстанскому праву в Парижском международном арбитражном суде (1998, дважды), арбитражном институте Стокгольмской торговой палаты (1999), в арбитражном суде в Вашингтоне (2000).
Был членом редколлегий журналов «Научные труды „Адилет“» (с 1997), «Право и государство» (с 1997), членом редсовета журнала «Предприниматель и право» (с 1999).

## Организаторская деятельность в сфере юридического образования
В 1992 году вместе с рядом других видных юристов Ю. Г. Басин учредил первый частный юридический вуз в Казахстане, в настоящее время — Академия юриспруденции — Высшая школа права «Адилет» в составе Каспийского общественного университета. Был членом попечительского совета (с 1992), учёного совета, диссертационного совета, профессором кафедры гражданского права и гражданского процесса Академии.
Соучредитель одной из успешно работающих в Казахстане юридических фирм — «Эквитас» (Aequitas).
Ю. Г. Басин — один из немногих казахстанских учёных-юристов с мировым именем. Благодаря его личности, научным трудам и учебникам в последние годы в Казахстане сформировался и сложился один из центров цивилистической науки СССР, а затем — стран СНГ.

## Научные труды
Опубликовал свыше 200 научных работ, из них 30 монографий и учебников.

## Награды
Награждён орденами Красной Звезды и Отечественной войны I степени и свыше 15 медалями, в том числе за военную отвагу и мужество. За большие заслуги перед Республикой Казахстан, значительный вклад в становление и развитие казахстанского законодательства, разработку и реализацию конституционной реформы Указом Президента РК от 27 августа 1999 награждён орденом «Курмет». Отмечен многими почётными грамотами и другими знаками отличия.
Заслуженный деятель науки Казахской ССР (1984).